# Majdan (powiat leski)
Majdan – wieś w Polsce, położona w województwie podkarpackim, w powiecie leskim, w gminie Cisna.
Do 31 grudnia 2022 część wsi Liszna.
Sąsiaduje z nim zniesiona z dniem 1 stycznia 2023 część Cisnej, także nosząca nazwę Majdan (przy rzece Solince na wschód od ujścia Roztoczki). Obszar za rzeką Solinką, na którym znajdują się zabudowania kolejowe stacji Majdan, należy zaś obecnie do miejscowości Żubracze.
W latach 1975–1998 przysiółek administracyjnie należał do województwa krośnieńskiego.
Majdan leży na południowym stoku Hona, nad rzeką Solinka, przy DW897, znajduje się w nim ujście potoku Roztoczka i skrzyżowanie z drogą do Roztok Górnych.

## Historia
Był to przysiółek zlokalizowany na gruntach Cisnej i Lisznej, powstały prawdopodobnie na początku XIX wieku w związku z budową huty w Cisnej, działającej do 1864 roku. Na terenie Majdanu Liszniańskiego znajdował się wielki piec huty z budynkami namiarowni i miecha, dwa kanały doprowadzające wodę i pięć budynków dla hutników. Po hucie nie pozostały żadne zabudowania. Majdan ponownie nabrał znaczenia po zbudowaniu w latach 1890–1898 wąskotorowej Bieszczadzkiej Kolejki Leśnej z Nowego Łupkowa do Cisnej; stacja Cisna znalazła się w Majdanie Ciśniańskim. Przy placu przeładunkowym drewna zbudowano stację kolei i dwa tartaki parowe (po jednym na gruntach Lisznej i Cisnej) oraz osadę pracowników tartacznych i kolejowych. Tartak w Majdanie Liszniańskim był usytuowany w odległości ok. 300 m na zachód od ujścia Roztoczki do Solinki, został spalony w 1939 roku i ponownie po II wojnie światowej. W latach 1902–1904 powstał dalszy odcinek kolei Majdan – Przysłup oraz kilka odgałęzień. Obecnie kolejka kursuje sezonowo na trasach: Majdan – Cisna – Dołżyca – Przysłup oraz Majdan – Balnica. Ze względu na słaby stan torowiska w kierunku Przysłupia, trasę ograniczno do Dołżycy. Na terenie stacji Majdan znajdują się punkty małej gastronomii oraz parking. W sezonie 2023 kolejka kursuje na tracie Majdan – Balnica i Majdan – Dołżyca
W latach 1979–1991 w Majdanie Liszniańskim znajdował się także skansen kolejki wąskotorowej (na terenie dawnego tartaku).